# Prefettura di Mambéré-Kadéï
La prefettura di Mambéré-Kadéï, nota fino al 1992 come Haute-Sangha, è una delle quattordici prefetture della Repubblica Centrafricana. La sua capitale è Berbérati. 